# Ligne 5 du tram de Košice
Pour les articles homonymes, voir Ligne 5.
La ligne 5 du réseau de tram de Košice circule uniquement le dimanche sur le trajet: Staničné námestie (Gare ferroviaire et routière) - Nám. osloboditeľov (Hlavná-Rue principale sud)- SOU dopravné - OC Optima (centre commercial).

## Horaire
- Horaire Ligne 5